# Siberische ree
De Siberische ree (Capreolus pygargus) is een zoogdier uit de familie van de hertachtigen (Cervidae). De wetenschappelijke naam van de soort werd in 1771 gepubliceerd door Peter Simon Pallas.

## Kenmerken
De Siberische ree heeft een kop-romplengte tussen de 130 en 150 centimeter en een schofthoogte tussen de 93-106 (♂♂) en 88-100 (♀♀) centimeter. Siberische reeën kunnen een maximumgewicht van 58,8 kilogram bereiken. Het is een elegant dier, met een stompe snuit en een korte staart. 's Winters is de vacht grijsbruin en 's zomers is de vacht rossig. De soort heeft een okerkleurige rompvlek, die niet boven de staartwortel reikt. Alleen mannetjes hebben een gewei. Dit is liervormig, heeft drie tot vijf vertakkingen en kan 34 centimeter lang worden.

## Gedrag en leefwijze
Siberische reeën zijn zowel dag- als nachtactief, maar rusten 's zomers vaak op de heetste uren van de dag. Ze trekken vaak naar open gebieden in de vroege morgen en late avond om te foerageren. 's Zomers zijn ze vaak solitair of in kleine groepjes te zien. In de herfst vormen mannetjes vaak harems van 1 à 3 vrouwtjes, die zich aan het begin van de winter samenvoegen tot groepen van 20 à 30 individuen. Later in de winter scheiden ze zich weer in kleinere groepen. Het grootste deel van het jaar bewegen individuen zich over een oppervlakte van 2 à 3 km². Het gewei van de mannetjes wordt in december afgeschud en groeit in het voorjaar weer aan.
Komt vooral voor in open boreale bossen. De bronstperiode begint in de tweede helft van juli en duurt tot eind augustus. De draagtijd is vrij lang en duurt 284 tot 287 dagen. Meestal worden er twee jongen grootgebracht, soms één of soms drie.

## Voedsel
Siberische reeën eten gras, bessen en paddenstoelen en 's winters ook twijgen, knoppen en droge bladeren. Ze zijn bovendien gek op eikels, die ze 's winters zelfs uitgraven uit de sneeuw. In de zuidelijke delen van het verspreidingsgebied eten ze ook graag maretakken.

## Verspreiding
Volgens Wilson & Reader (2005) en Vorobieva et al. (2011) worden van de Siberische ree vier ondersoorten onderscheiden:
- Capreolus pygargus pygargus – Komt binnen Europa voor vanaf de Trans-Wolgaregio en reikt dan verder in oostelijke richting via het zuiden van Siberië tot aan de Altaj, Sajan en het Baikalmeer. Een geïsoleerde populatie bevindt zich in het centrale deel van de autonome republiek Jakoetië.
- Capreolus pygargus bedfordi – Komt voor in het Tiensjangebergte, Stanovojgebergte, Jablonovygebergte, Russische Verre Oosten, Mongolië en Mantsjoerije. Deze ondersoort wordt soms ook Capreolus pygargus tianschanicus genoemd.
- Capreolus pygargus melanotis – Komt voor in Tibet, Sichuan en Gansu.
- Capreolus pygargus ochracea – Komt voor op het zuiden van het Koreaans Schiereiland.